# 肯贝格
肯贝格（德語：Kemberg，發音：[ˈkɛmˌbɛʁk] ⓘ）是德国萨克森-安哈尔特州维滕贝格县的城市，面积235.22平方千米，2023年12月31日人口为9,279人。